# 6289 Lanusei
A 6289 Lanusei (ideiglenes jelöléssel (6289) 1984 HP1) a Naprendszer kisbolygóövében található aszteroida. Ferreri & Zappala fedezte fel 1984. április 28-án.